# Эшбернер, Лесли
Лесли Эшбернер (англ. Lesley Ashburner; 2 октября 1883, Филадельфия, США — 12 ноября 1950, Бетесда, США) — американский легкоатлет, бронзовый призёр летних Олимпийских игр 1904.
На Играх 1904 в Сент-Луисе Эшбернер участвовал только в беге на 110 м с барьерами. Сначала он занял второе место в полуфинале, а затем третье в финале, выиграв бронзовую медаль.